# Ludwig Wrede
Ludwig Wrede   (28 d'octubre de 1894 - 1 de gener de 1965) va ser un patinador artístic sobre gel austríac que va competir durant les dècades de 1910 i 1920.
El 1928 va prendre part en els Jocs Olímpics de Sankt Moritz on, fent parella amb Melitta Brunner, guanyà la medalla de bronze en la prova parelles del programa de patinatge artístic. En la prova individual fou vuitè.
Durant la seva carrera també guanyà set medalles al Campionat del Món de patinatge, dues d'or, fent parella amb Herma Plank-Szabo, el 1925 i 1927, dues de plata i tres de bronze.

## Palmarès

### Individual masculí
| Prova                  | 1914 | 1922 | 1923 | 1924 | 1925 | 1926 | 1927 | 1928 | 1929 | 1930 |
| ---------------------- | ---- | ---- | ---- | ---- | ---- | ---- | ---- | ---- | ---- | ---- |
| Jocs Olímpics d'Hivern |      |      |      |      |      |      |      | 8è   |      |      |
| Campionat del Món      |      |      | 5è   | 5è   | 7è   | 6è   | 6è   | 6è   | 3r   | 5è   |
| Campionat d'Europa     | 5è   |      |      | 2n   | 5è   |      |      | 4t   | 3r   |      |
| Campionat d'Àustria    |      | 3r   | 1r   | 2n   |      |      |      |      | 2n   | 3r   |

### Parelles amb Melitta Brunner
| Prova                  | 1922 | 1923 | 1924 | 1928 | 1929 | 1930 |
| ---------------------- | ---- | ---- | ---- | ---- | ---- | ---- |
| Jocs Olímpics d'Hivern |      |      |      | 3r   |      |      |
| Campionat del Món      |      |      |      | 3r   | 2n   | 2n   |
| Campionat d'Àustria    | 3r   | 1r   | 2n   |      | 3r   | 1r   |

### Parelles amb Herma Plank-Szabo
| Prova               | 1925 | 1926 | 1927 |
| ------------------- | ---- | ---- | ---- |
| Campionat del Món   | 1r   | 3r   | 1r   |
| Campionat d'Àustria | 1r   | 1r   |      |